# Centro de Lengua, Arte y Literatura Indígena (Chiapas, México)
El Centro de Lengua, Arte y Literatura Indígena o C.E.L.A.L.I. es una institución del Gobierno del Estado de Chiapas (México) fundada en 1997, y que tiene por objeto rescatar, valorar y difundir la cultura de los pueblos indígenas de Chiapas. Las actividades de esta institución incluyen: cursos de lenguas indígenas, producción y publicación libros y material para el aprendizaje de las lenguas indígenas del Estado, realización anual de los festivales "Maya-Zoque", conferencias sobre temas alusivos, concursos para despertar el interés entre los jóvenes indígenas de su propia lengua, exposiciones pictóricas y escultóricas de artistas nativos, etc.